# 杉浦千鶴子
杉浦 千鶴子（すぎうら ちづこ、1955年 - ）は、日本の女優。愛知県豊橋市出身。
劇団早稲田小劇場（現SCOT）にて、鈴木忠志構成演出の「鏡と甘藍」や「サロメ」等に出演。1975年 - 1985年の約10年間活動。その後、劇団旧真空鑑を経て、現在はラドママプロデュース所属。